# Frederick Fiennes (16e baron Saye et Sele)
Frederick Fiennes, 16e baron Saye et Sele, (1799-1887) est archidiacre de Hereford de 1863 à 1887 .

## Biographie
Fiennes est né Frederick Benjamin Twisleton le 4 juillet 1799, fils de Thomas Twisleton (en). Il fait ses études à Winchester et au New College d'Oxford. Il est ordonné prêtre en 1823 et passe toute sa carrière à la cathédrale de Hereford. Il est nommé prébendier en 1825 ; Trésorier en 1832 et chanoine résident en 1840.
Il succède à un cousin au titre de baron Saye et Sele en 1847 et change légalement son nom de famille en Twisleton-Wykeham-Fiennes en 1849, bien que le nom soit fréquemment abrégé en Fiennes. En tant que baron Saye et Sele, il organise des travaux de restauration de la maison familiale du Château de Broughton mais la maison doit être louée à des locataires à partir de 1885.
Il est décédé le 25 mai 1887.

## Famille
En 1827, Fiennes épouse Emily Wingfield, fille de Richard Wingfield, 4e vicomte Powerscourt, et a les enfants suivants :
- Emily Wingfield Twisleton-Wykeham-Fiennes (1827-1917)
- John Twisleton-Wykeham-Fiennes (17e baron Saye et Sele) (en) (1830-1907)
- Cecil Fiennes (en) (1831-1870)
- Ivo de Vesci Edward Twisleton-Wykeham-Fiennes (1833-1875)
- Wingfield Fiennes (en) (1834-1923)
- Frédéric Nathaniel Fiennes Twisleton-Wykeham-Fiennes (1836-1896)
- Isabelle Elizabeth Catherine Twisleton-Wykeham-Fiennes (1837-1915)

Emily est décédée en 1837 et en 1857, Fiennes se remarie à Caroline Eliza Leigh (1825-1909), fille de Chandos Leigh (1er baron Leigh).
L'explorateur Ranulph Fiennes et les acteurs Ralph Fiennes, Joseph Fiennes et Hero Fiennes-Tiffin sont des descendants.